# Mistrzostwa Świata w Biathlonie 2012
45. Mistrzostwa Świata w Biathlonie odbywały się w niemieckim Ruhpolding w dniach 1–11 marca 2012. W Ruhpolding mistrzostwa świata rozgrywane były po raz piąty.
Najwięcej medali wywalczyli Francuz Martin Fourcade oraz Norweżka Tora Berger. Fourcade wywalczył trzy złote medale, w sprincie, biegu pościgowym i biegu masowym oraz srebro w biegu sztafetowym. Berger wygrała rywalizację w biegu indywidualnym, biegu masowym i sztafecie mieszanej, a także zdobyła brąz w sztafecie kobiet. Cztery medale zdobyła także reprezentantka Niemiec Magdalena Neuner, która zdobyła złoto w sprincie oraz biegu sztafetowym, srebro w biegu pościgowym oraz brąz w sztafecie mieszanej. Klasyfikacje medalową wygrali Norwegowie (4-1-1) przed Francuzami (3-5-0) i Niemcami (2-1-2).

## Program mistrzostw
Program mistrzostw
| Dzień     | Początek      | Konkurencja                | Liczba uczestników |
| --------- | ------------- | -------------------------- | ------------------ |
| 29 lutego | 9:30-16:30    | Trening                    | Trening            |
| 29 lutego | 18:30         | Ceremonia otwarcia         | Ceremonia otwarcia |
| 1 marca   | 15:30         | Sztafeta mieszana          | 4×27               |
| 2 marca   | 11:30 - 16:30 | Trening                    | Trening            |
| 3 marca   | 12:30         | Sprint mężczyzn            | 139                |
| 3 marca   | 15:30         | Sprint kobiet              | 118                |
| 4 marca   | 13:15         | Bieg pościgowy mężczyzn    | 60                 |
| 4 marca   | 16:00         | Bieg pościgowy kobiet      | 60                 |
| 5 marca   | 11:45 - 16:45 | Trening                    | Trening            |
| 6 marca   | 15:15         | Bieg indywidualny mężczyzn | 139                |
| 7 marca   | 15:15         | Bieg indywidualny kobiet   | 116                |
| 8 marca   | 13:30 - 17:00 | Trening                    | Trening            |
| 9 marca   | 15:15         | Sztafeta mężczyzn          | 4×29               |
| 10 marca  | 15:15         | Sztafeta kobiet            | 4×26               |
| 11 marca  | 13:30         | Bieg masowy mężczyzn       | 30                 |
| 11 marca  | 16:00         | Bieg masowy kobiet         | 30                 |

## Zestawienie medalistów

### Mężczyźni
| Konkurencja               | Data          | Złoto                                                                             | Srebro                                                                          | Brąz                                                                     | źr.   |
| ------------------------- | ------------- | --------------------------------------------------------------------------------- | ------------------------------------------------------------------------------- | ------------------------------------------------------------------------ | ----- |
| Sprint (10 km)            | 3 marca 2012  | Martin Fourcade                                                                   | Emil Hegle Svendsen                                                             | Carl Johan Bergman                                                       | [ 2 ] |
| Bieg pościgowy (12,5 km)  | 4 marca 2012  | Martin Fourcade                                                                   | Carl Johan Bergman                                                              | Anton Szypulin                                                           | [ 3 ] |
| Bieg indywidualny (20 km) | 6 marca 2012  | Jakov Fak                                                                         | Simon Fourcade                                                                  | Jaroslav Soukup                                                          | [ 4 ] |
| Sztafeta (4*7,5 km)       | 9 marca 2012  | Norwegia Ole Einar Bjørndalen · Rune Brattsveen · Tarjei Bø · Emil Hegle Svendsen | Francja Jean-Guillaume Béatrix · Simon Fourcade · Alexis Bœuf · Martin Fourcade | Niemcy Simon Schempp · Andreas Birnbacher · Michael Greis · Arnd Peiffer | [ 5 ] |
| Bieg masowy (15 km)       | 11 marca 2012 | Martin Fourcade                                                                   | Björn Ferry                                                                     | Fredrik Lindström                                                        | [ 6 ] |

### Kobiety
| Konkurencja               | Data          | Złoto                                                                    | Srebro                                                                     | Brąz                                                                             | źr.    |
| ------------------------- | ------------- | ------------------------------------------------------------------------ | -------------------------------------------------------------------------- | -------------------------------------------------------------------------------- | ------ |
| Sprint (7,5 km)           | 3 marca 2012  | Magdalena Neuner                                                         | Darja Domraczawa                                                           | Wiktorija Semerenko                                                              | [ 7 ]  |
| Bieg pościgowy (10 km)    | 4 marca 2012  | Darja Domraczawa                                                         | Magdalena Neuner                                                           | Olga Wiłuchina                                                                   | [ 8 ]  |
| Bieg indywidualny (15 km) | 7 marca 2012  | Tora Berger                                                              | Marie-Laure Brunet                                                         | Helena Ekholm                                                                    | [ 9 ]  |
| Sztafeta (4*6 km)         | 10 marca 2012 | Niemcy Tina Bachmann · Magdalena Neuner · Miriam Gössner · Andrea Henkel | Francja Marie-Laure Brunet · Sophie Boilley · Anaïs Bescond · Marie Habert | Norwegia Fanny Welle-Strand Horn · Elise Ringen · Synnøve Solemdal · Tora Berger | [ 10 ] |
| Bieg masowy (12,5 km)     | 11 marca 2012 | Tora Berger                                                              | Marie-Laure Brunet                                                         | Kaisa Mäkäräinen                                                                 | [ 11 ] |

### Sztafeta mieszana
| Konkurencja                           | Data         | Złoto                                                                                | Srebro                                                           | Brąz                                                                        | źr.    |
| ------------------------------------- | ------------ | ------------------------------------------------------------------------------------ | ---------------------------------------------------------------- | --------------------------------------------------------------------------- | ------ |
| Sztafeta mieszana (2*6 km + 2*7,5 km) | 1 marca 2012 | Norwegia Tora Berger · Synnøve Solemdal · Ole Einar Bjørndalen · Emil Hegle Svendsen | Słowenia Andreja Mali · Teja Gregorin · Klemen Bauer · Jakov Fak | Niemcy Andrea Henkel · Magdalena Neuner · Andreas Birnbacher · Arnd Peiffer | [ 12 ] |

## Klasyfikacja medalowa
| Miejsce | Państwo   | złoto | srebro | brąz | Razem |
| ------- | --------- | ----- | ------ | ---- | ----- |
| 1.      | Norwegia  | 4     | 1      | 1    | 6     |
| 2.      | Francja   | 3     | 5      | 0    | 8     |
| 3.      | Niemcy    | 2     | 1      | 2    | 5     |
| 4.      | Białoruś  | 1     | 1      | 0    | 2     |
| 4.      | Słowenia  | 1     | 1      | 0    | 2     |
| 6.      | Szwecja   | 0     | 2      | 3    | 5     |
| 7.      | Rosja     | 0     | 0      | 2    | 2     |
| 8.      | Ukraina   | 0     | 0      | 1    | 1     |
| 8.      | Czechy    | 0     | 0      | 1    | 1     |
| 8.      | Finlandia | 0     | 0      | 1    | 1     |